# 西冲村
西冲村是江西省东北部上饶市婺源县（旧属徽州府）思口镇的一个村。
西冲村于2019年1月21日公布为第七批中国历史文化名村。该村拥有以下文物保护单位：
- 婺源宗祠（6-608）

西冲敦伦堂，思口镇西冲村